# Клейн, Рон
Рональд Алан Клейн (англ. Ronald Alan Klain; род. 8 августа 1961, Индианаполис) — американский юрист, политический консультант и бывший лоббист, глава аппарата Белого дома с 20 января 2021 по 8 февраля 2023 года в администрации Джо Байдена. Глава администрации вице-президентов США Альберта Гора (1995—1999) и Джо Байдена (2009—2011).
В 2005—2009 годах работал в инвестиционном фонде Revolution LLC, а в 1999—2005 годах был лоббистом в юридической компании O’Melveny & Myers. С 1993 года работал в администрации президента США Билла Клинтона. До этого был советником юридического комитета Сената (1989—1992) и помощником верховного судьи США (1987—1988).

## Биография

### Ранние годы
Родился 8 августа 1961 года в Индианаполисе, штат Индиана, в еврейской семье. Его отец Брэдли Клейн (Bradley Klain) более двадцати лет работал строительным подрядчиком. Мать Клейна — Саранн (Sarann) — работала в туристическом агентстве, позже завела свой бизнес, а после смерти супруга, повторного выхода замуж и переезда в начале 1990-х годов в Кармел, штат Индиана, стала активисткой местного отделения Демократической партии США. Хотя в доме Клейна не очень часто велись беседы на политические темы, он с раннего детства увлекся политикой.
Клейн окончил школу North Central High School в Индианаполисе, причем каждое лето с 1970 года по 1974 год проводил в летнем лагере для мальчиков «Тимберлейн» близ Вудрофа, штат Висконсин, а когда ему исполнилось 15 лет, Клейн вместо летнего лагеря отправился на стажировку в аппарат сенатора-демократа от штата Колорадо Флойда Хаскелла. После окончания школы Клейн первым в своей семье поступил в высшее учебное заведение — Джорджтаунский университет, окончил его с отличием в 1983 году со степенью бакалавра (лат. summa cum laude — «с наивысшей похвалой»).
Политическую карьеру Клейн начал еще в университете: был помощником сенатора от штата Массачусетс Эдварда Кеннеди и сенатора от штата Индиана Бёрча Бая.
После окончания университета Клейн решил поступать в Гарвардскую школу права, но на год отложил поступление, чтобы суметь проработать в качестве помощника конгрессмена Эда Марки во время его неудачной попытки избраться в Сенат США.
В 1984 году Клейн поступил в Гарвардскую школу права, где работал в журнале The Harvard Law Review. За отличную учебу на первых курсах Клейн получил премию Сирза (Sears Prize), а окончил школу в 1987 году со степенью доктора права с особым отличием, с лучшими оценками среди выпуска.

### Начало политической карьеры
В 1987 году Клейн был помощником сенатора Джо Байдена, когда тот в первый раз выставлял свою кандидатуру на выборах президента США 1988 года. В 1987—1988 годах Клейн работал в аппарате заместителя верховного судьи США Байрона Уайта, что было особой честью, поскольку обычно выпускники высших учебных заведений должны были отработать один год в суде более низкого уровня и лишь затем могли претендовать на место в Верховном суде. Затем Клейн был старшим советником юридического комитета Сената, где занимался вопросами конституционного, антимонопольного и уголовного законодательств, а также курировал вопросы назначений в Верховном суде США. Председателем этого комитета в то время был сенатор Байден.

### Администрация Билла Клинтона
В 1992 году Клейн устроился на работу в юридическую фирму O’Melveny & Myers, но уже через несколько месяцев ушел, чтобы работать в президентской кампании кандидата от Демократической партии США Билла Клинтона. Клейн помогал Клинтону и его напарнику, кандидату в вице-президенты США Альберту Гору готовиться к дебатам. После победы Клинтона на выборах Клейн стал одним из его советников, курировал вопросы правовой и внутренней политики, а также работал старшим помощником Тома Дэшла, который был лидером демократического большинства в Сенате. В 1993 году пресса отмечала, что Клейн имеет связи в администрации президента, Сенате и Верховном суде США, что впоследствии привлекло к нему внимание лоббистских фирм. В 1997 году National Journal писал о том, что у Клейна «лучшее резюме в городе», и многие эксперты причисляли его к лучшим юристам США.
В 1994—1995 годах Клейн был старшим помощником генерального прокурора Джэнет Рино. В 1995 году Клейн был назначен главным помощником и главой администрации Гора, он участвовал в подготовке к выборам президента США в 1996 году, отвечал за сбор пожертвований.

### Президентская кампания Альберта Гора (2000)
Высказывались мнения о том, что Клейн останется главным советником Гора при подготовке к выборами президента США в 2000 году, однако в конце 1999 года из-за внутрипартийного конфликта между сторонниками Клинтона и Гора, Клейн был отправлен в отставку: это решение было принято главой предвыборного штаба Гора Тони Коэльо. После выборов Клейн вернулся, чтобы участвовать в деле о пересчете голосов во Флориде, инициированном сторонниками Гора, однако тогда Верховный суд постановил, что такой пересчет противоречит конституции, и президентом США стал Джордж Буш-младший. В 2008 году этот пересчет голосов был экранизирован в фильме «Пересчёт», роль Клейна в нем сыграл Кевин Спейси.
После ухода из предвыборного штаба Гора в 1999 году (с перерывом на пересчет голосов во Флориде) Клейн вернулся в O’Melveny & Myers, чтобы работать там лоббистом. Среди его клиентов был впоследствии разорившийся инвестиционный фонд Fannie Mae, а также производитель медицинских препаратов ImClone, которого впоследствии обвиняли в нарушениях законодательства.

### 2003—2008
В 2003—2004 годах Клейн был советником кандидата в президенты США от Демократической партии генерала Уэсли Кэнна Кларка, а после выхода Кларка из президентской кампании помогал готовиться к дебатам единому кандидату от Демократической партии США Джону Керри.
В 2005 году Клейн перешел на работу в инвестиционную компанию Revolution LLC, занимавшуюся инвестициями в сфере здравоохранения, заняв должность старшего советника и исполнительного вице-президента.
В 2007 году Клейн был неформальным советником Байдена, который вновь решил выставить свою кандидатуру на президентских выборах, однако впоследствии снял её на раннем этапе кампании. Известно, что в это время Клейн негативно высказывался по поводу другого демократического кандидата Барака Обамы: он заявил, что с его вольным стилем управления Обама не сможет так же легко справится со страной, как справлялся с журналом The Harvard Law Review (Обама стал главным редактором этого журнала уже после того, как Клейн окончил Гарвардскую школу права).
Тем не менее, осенью 2008 года Клейн участвовал в президентской кампании Обамы, а после его победы был назван будущим главой администрации напарника Обамы, вице-президента — Байдена. Клейн вступил в эту должность после инаугурации Обамы 20 января 2009 года. Его назначение подвергали критике по той причине, что во время своей предвыборной кампании Обама обещал не полагаться во время своего правления на лоббистов.

### Администрация Джо Байдена
11 ноября 2021 года избранный президент США Джо Байден объявил, что Клейн станет главой аппарата Белого дома в его администрации.

## Личная жизнь
Клейн женат на Монике Медине (Monica Medina), старшем советнике по вопросам охраны окружающей среды благотворительного фонда Pew Charitable Trusts. У них трое детей: Ханна (Hannah), Майкл (Michael) и Даниэль (Daniel). По договоренности с Моникой, Клейн воспитывает своих детей в еврейской традиции, но позволяет им и супруге праздновать христианское Рождество. Сестра Клейна Марло (Marlo) стала спортивным комментатором на телевидении, а брат Давид (David) продолжил дело отца, основав собственную строительную фирму D.B. Klain Builders.